# 2014-es Formula–1 kanadai nagydíj
A kanadai nagydíj volt a 2014-es Formula–1 világbajnokság hetedik futama, amelyet 2014. június 6. és június 8. között rendeztek meg a montréali Circuit Gilles Villeneuve-ön.

## Szabadedzések

### Első szabadedzés
A kanadai nagydíj első szabadedzését június 6-án, pénteken délelőtt tartották.
| helyezés | versenyző         | csapat/motor         | elért idő | különbség | futott kör |
| -------- | ----------------- | -------------------- | --------- | --------- | ---------- |
| 1        | Fernando Alonso   | Ferrari              | 1:17,238  | −         | 21         |
| 2        | Lewis Hamilton    | Mercedes             | 1:17,254  | +0,016    | 25         |
| 3        | Nico Rosberg      | Mercedes             | 1:17,384  | +0,146    | 32         |
| 4        | Sebastian Vettel  | Red Bull-Renault     | 1:18,131  | +0,893    | 28         |
| 5        | Valtteri Bottas   | Williams-Mercedes    | 1:18,361  | +1,123    | 20         |
| 6        | Daniel Ricciardo  | Red Bull-Renault     | 1:18,435  | +1,197    | 26         |
| 7        | Jenson Button     | McLaren-Mercedes     | 1:18,446  | +1,208    | 33         |
| 8        | Kevin Magnussen   | McLaren-Mercedes     | 1:18,514  | +1,276    | 31         |
| 9        | Kimi Räikkönen    | Ferrari              | 1:18,578  | +1,340    | 15         |
| 10       | Jean-Éric Vergne  | Toro Rosso-Renault   | 1:18,643  | +1,405    | 14         |
| 11       | Nico Hülkenberg   | Force India-Mercedes | 1:18,733  | +1,495    | 30         |
| 12       | Sergio Pérez      | Force India-Mercedes | 1:18,959  | +1,721    | 22         |
| 13       | Adrian Sutil      | Sauber-Ferrari       | 1:19,108  | +1,870    | 24         |
| 14       | Romain Grosjean   | Lotus-Renault        | 1:19,142  | +1,904    | 32         |
| 15       | Danyiil Kvjat     | Toro Rosso-Renault   | 1:19,177  | +1,939    | 21         |
| 16       | Pastor Maldonado  | Lotus-Renault        | 1:19,340  | +2,102    | 37         |
| 17       | Felipe Massa      | Williams-Mercedes    | 1:19,575  | +2,337    | 7          |
| 18       | Esteban Gutiérrez | Sauber-Ferrari       | 1:19,804  | +2,566    | 15         |
| 19       | Jules Bianchi     | Marussia-Ferrari     | 1:20,200  | +2,962    | 15         |
| 20       | Max Chilton       | Marussia-Ferrari     | 1:20,844  | +3,606    | 26         |
| 21       | Marcus Ericsson   | Caterham-Renault     | 1:21,404  | +4,166    | 33         |
| 22       | Alexander Rossi   | Caterham-Renault     | 1:21,757  | +4,519    | 27         |

### Második szabadedzés
A kanadai nagydíj második szabadedzését június 6-án, pénteken délután tartották.
| helyezés | versenyző         | csapat/motor         | elért idő | különbség | futott kör |
| -------- | ----------------- | -------------------- | --------- | --------- | ---------- |
| 1        | Lewis Hamilton    | Mercedes             | 1:16,118  | −         | 42         |
| 2        | Nico Rosberg      | Mercedes             | 1:16,293  | +0,175    | 39         |
| 3        | Sebastian Vettel  | Red Bull-Renault     | 1:16,573  | +0,455    | 26         |
| 4        | Kimi Räikkönen    | Ferrari              | 1:16,648  | +0,530    | 31         |
| 5        | Fernando Alonso   | Ferrari              | 1:16,701  | +0,583    | 27         |
| 6        | Felipe Massa      | Williams-Mercedes    | 1:16,774  | +0,656    | 37         |
| 7        | Valtteri Bottas   | Williams-Mercedes    | 1:16,893  | +0,775    | 37         |
| 8        | Kevin Magnussen   | McLaren-Mercedes     | 1:17,052  | +0,934    | 42         |
| 9        | Jenson Button     | McLaren-Mercedes     | 1:17,059  | +0,941    | 38         |
| 10       | Jean-Éric Vergne  | Toro Rosso-Renault   | 1:17,180  | +1,062    | 40         |
| 11       | Romain Grosjean   | Lotus-Renault        | 1:17,626  | +1,508    | 28         |
| 12       | Daniel Ricciardo  | Red Bull-Renault     | 1:17,644  | +1,526    | 36         |
| 13       | Nico Hülkenberg   | Force India-Mercedes | 1:17,712  | +1,594    | 35         |
| 14       | Sergio Pérez      | Force India-Mercedes | 1:17,819  | +1,701    | 33         |
| 15       | Pastor Maldonado  | Lotus-Renault        | 1:17,868  | +1,750    | 27         |
| 16       | Adrian Sutil      | Sauber-Ferrari       | 1:17,964  | +1,846    | 47         |
| 17       | Esteban Gutiérrez | Sauber-Ferrari       | 1:18,340  | +2,222    | 43         |
| 18       | Max Chilton       | Marussia-Ferrari     | 1:18,693  | +2,575    | 34         |
| 19       | Danyiil Kvjat     | Toro Rosso-Renault   | 1:18,732  | +2,614    | 9          |
| 20       | Kobajasi Kamui    | Caterham-Renault     | 1:20,244  | +4,126    | 38         |
| 21       | Marcus Ericsson   | Caterham-Renault     | 1:22,418  | +6,300    | 13         |
| 22       | Jules Bianchi     | Marussia-Ferrari     | 1:32,127  | +16,009   | 3          |

### Harmadik szabadedzés
A kanadai nagydíj harmadik szabadedzését június 7-én, szombaton délelőtt tartották.
| helyezés | versenyző         | csapat/motor         | elért idő | különbség | futott kör |
| -------- | ----------------- | -------------------- | --------- | --------- | ---------- |
| 1        | Lewis Hamilton    | Mercedes             | 1:15,610  | −         | 18         |
| 2        | Felipe Massa      | Williams-Mercedes    | 1:16,086  | +0,476    | 16         |
| 3        | Nico Rosberg      | Mercedes             | 1:16,120  | +0,510    | 20         |
| 4        | Fernando Alonso   | Ferrari              | 1:16,488  | +0,878    | 15         |
| 5        | Daniel Ricciardo  | Red Bull-Renault     | 1:16,504  | +0,894    | 15         |
| 6        | Kimi Räikkönen    | Ferrari              | 1:16,528  | +0,918    | 22         |
| 7        | Valtteri Bottas   | Williams-Mercedes    | 1:16,684  | +1,074    | 20         |
| 8        | Danyiil Kvjat     | Toro Rosso-Renault   | 1:16,820  | +1,210    | 21         |
| 9        | Jean-Éric Vergne  | Toro Rosso-Renault   | 1:16,824  | +1,214    | 19         |
| 10       | Sebastian Vettel  | Red Bull-Renault     | 1:16,884  | +1,274    | 15         |
| 11       | Nico Hülkenberg   | Force India-Mercedes | 1:16,944  | +1,334    | 17         |
| 12       | Kevin Magnussen   | McLaren-Mercedes     | 1:16,993  | +1,383    | 19         |
| 13       | Romain Grosjean   | Lotus-Renault        | 1:17,121  | +1,511    | 21         |
| 14       | Sergio Pérez      | Force India-Mercedes | 1:17,188  | +1,578    | 19         |
| 15       | Pastor Maldonado  | Lotus-Renault        | 1:17,224  | +1,614    | 21         |
| 16       | Jenson Button     | McLaren-Mercedes     | 1:17,360  | +1,750    | 23         |
| 17       | Adrian Sutil      | Sauber-Ferrari       | 1:17,900  | +2,290    | 23         |
| 18       | Jules Bianchi     | Marussia-Ferrari     | 1:18,518  | +2,908    | 25         |
| 19       | Max Chilton       | Marussia-Ferrari     | 1:18,525  | +2,915    | 19         |
| 20       | Marcus Ericsson   | Caterham-Renault     | 1:19,865  | +4,225    | 23         |
| 21       | Kobajasi Kamui    | Caterham-Renault     | 1:20,227  | +4,617    | 14         |
| 22       | Esteban Gutiérrez | Sauber-Ferrari       | 1:22,388  | +6,778    | 6          |

## Időmérő edzés
A kanadai nagydíj időmérő edzését június 7-én, szombaton futották. A Q1 vége előtt 16 másodperccel Marcus Ericsson összetörte az autóját, ezért az edzést piros zászlóval szakították meg, és a Q1-et már nem is indították újra.
| helyezés              | rajtszám | versenyző         | csapat/motor         | 1. rész    | 2. rész  | 3. rész  | rajthely   | futott kör |
| --------------------- | -------- | ----------------- | -------------------- | ---------- | -------- | -------- | ---------- | ---------- |
| 1                     | 6        | Nico Rosberg      | Mercedes             | 1:16,471   | 1:15,289 | 1:14,874 | 1          | 19         |
| 2                     | 44       | Lewis Hamilton    | Mercedes             | 1:15,750   | 1:15,054 | 1:14,953 | 2          | 20         |
| 3                     | 1        | Sebastian Vettel  | Red Bull-Renault     | 1:17,470   | 1:16,109 | 1:15,548 | 3          | 18         |
| 4                     | 77       | Valtteri Bottas   | Williams-Mercedes    | 1:16,772   | 1:15,806 | 1:15,550 | 4          | 21         |
| 5                     | 19       | Felipe Massa      | Williams-Mercedes    | 1:16,666   | 1:15,773 | 1:15,578 | 5          | 21         |
| 6                     | 3        | Daniel Ricciardo  | Red Bull-Renault     | 1:17,113   | 1:15,897 | 1:15,589 | 6          | 20         |
| 7                     | 14       | Fernando Alonso   | Ferrari              | 1:17,010   | 1:16,131 | 1:15,814 | 7          | 17         |
| 8                     | 25       | Jean-Éric Vergne  | Toro Rosso-Renault   | 1:17,178   | 1:16,255 | 1:16,162 | 8          | 24         |
| 9                     | 22       | Jenson Button     | McLaren-Mercedes     | 1:16,631   | 1:16,214 | 1:16,182 | 9          | 20         |
| 10                    | 7        | Kimi Räikkönen    | Ferrari              | 1:17,013   | 1:16,245 | 1:16,214 | 10         | 17         |
| 11                    | 27       | Nico Hülkenberg   | Force India-Mercedes | 1:16,897   | 1:16,300 |          | 11         | 21         |
| 12                    | 20       | Kevin Magnussen   | McLaren-Mercedes     | 1:16,446   | 1:16,310 |          | 12         | 15         |
| 13                    | 11       | Sergio Pérez      | Force India-Mercedes | 1:18,235   | 1:16,472 |          | 13         | 19         |
| 14                    | 8        | Romain Grosjean   | Lotus-Renault        | 1:17,732   | 1:16,687 |          | 14         | 19         |
| 15                    | 26       | Danyiil Kvjat     | Toro Rosso-Renault   | 1:16,938   | 1:16,713 |          | 15         | 19         |
| 16                    | 99       | Adrian Sutil      | Sauber-Ferrari       | 1:17,519   | 1:17,314 |          | 16         | 16         |
| 17                    | 13       | Pastor Maldonado  | Lotus-Renault        | 1:18,328   |          |          | 17         | 10         |
| 18                    | 4        | Max Chilton       | Marussia-Ferrari     | 1:18,348   |          |          | 18         | 6          |
| 19                    | 17       | Jules Bianchi     | Marussia-Ferrari     | 1:18,359   |          |          | 19         | 5          |
| 20                    | 10       | Kobajasi Kamui    | Caterham-Renault     | 1:19,278   |          |          | 21[1]      | 8          |
| 21                    | 9        | Marcus Ericsson   | Caterham-Renault     | 1:19,820   |          |          | 20         | 10         |
| 107%-os idő: 1:21,052 |          |                   |                      |            |          |          |            |            |
| 22                    | 21       | Esteban Gutiérrez | Sauber-Ferrari       | idő nélkül |          |          | boxutca[2] | 0          |

Megjegyzés
- ↑ 1:  — Kobajasi Kamui öt rajthelyes büntetést kapott váltócsere miatt.[3]
- ↑ 2:  — Esteban Gutiérrez-nak a bokszutcából kellett rajtolnia, miután a harmadik szabadedzésen összetörte az autóját, és az alváz megsérült, így újjá kellett építeni a Saubert.[4]

## Futam
A kanadai nagydíj futama június 8-án, vasárnap rajtolt.
| helyezés | rajtszám | versenyző         | csapat/motor         | futott kör | idő/kiesés oka         | rajthely  | pont |
| -------- | -------- | ----------------- | -------------------- | ---------- | ---------------------- | --------- | ---- |
| 1        | 3        | Daniel Ricciardo  | Red Bull-Renault     | 70         | 1:39:12,830            | 6         | 25   |
| 2        | 6        | Nico Rosberg      | Mercedes             | 70         | +4,236                 | 1         | 18   |
| 3        | 1        | Sebastian Vettel  | Red Bull-Renault     | 70         | +5,249                 | 3         | 15   |
| 4        | 22       | Jenson Button     | McLaren-Mercedes     | 70         | +11,755                | 9         | 12   |
| 5        | 27       | Nico Hülkenberg   | Force India-Mercedes | 70         | +12,843                | 11        | 10   |
| 6        | 14       | Fernando Alonso   | Ferrari              | 70         | +11,869                | 7         | 8    |
| 7        | 77       | Valtteri Bottas   | Williams-Mercedes    | 70         | +23,578                | 4         | 6    |
| 8        | 25       | Jean-Éric Vergne  | Toro Rosso-Renault   | 70         | +28,026                | 8         | 4    |
| 9        | 20       | Kevin Magnussen   | McLaren-Mercedes     | 70         | +29,254                | 12        | 2    |
| 10       | 7        | Kimi Räikkönen    | Ferrari              | 70         | +53,678                | 10        | 1    |
| 11[1]    | 27       | Sergio Pérez      | Force India-Mercedes | 69         | baleset                | 13        |      |
| 12[1]    | 19       | Felipe Massa      | Williams-Mercedes    | 69         | baleset                | 5         |      |
| 13       | 99       | Adrian Sutil      | Sauber-Ferrari       | 69         | +1 kör                 | 16        |      |
| 14[1]    | 21       | Esteban Gutiérrez | Sauber-Ferrari       | 64         | energiatároló rendszer | bokszutca |      |
| ki       | 8        | Romain Grosjean   | Lotus-Renault        | 59         | hátsó szárny           | 14        |      |
| ki       | 26       | Danyiil Kvjat     | Toro Rosso-Renault   | 47         | hajtáslánc             | 15        |      |
| ki       | 44       | Lewis Hamilton    | Mercedes             | 46         | fékhiba                | 2         |      |
| ki       | 10       | Kobajasi Kamui    | Caterham-Renault     | 23         | felfüggesztés          | 21        |      |
| ki       | 13       | Pastor Maldonado  | Lotus-Renault        | 21         | hajtómű                | 17        |      |
| ki       | 9        | Marcus Ericsson   | Caterham-Renault     | 7          | turbó                  | 20        |      |
| ki       | 4        | Max Chilton       | Marussia-Ferrari     | 0          | baleset                | 18        |      |
| ki       | 17       | Jules Bianchi     | Marussia-Ferrari     | 0          | baleset                | 19        |      |

Megjegyzés:
- ↑ 1:  – Sergio Pérez, Felipe Massa, valamimt Esteban Gutiérrez sem fejezte be a futamot, de helyezésüket értékelték, mivel teljesítették a versenytáv több, mint 90%-át.

## A világbajnokság állása a verseny után
| H   | Versenyzők       | Pont | H   | Konstruktőrök        | Pont |
| --- | ---------------- | ---- | --- | -------------------- | ---- |
| 1.  | Nico Rosberg     | 140  | 1.  | Mercedes             | 258  |
| 2.  | Lewis Hamilton   | 118  | 2.  | Red Bull-Renault     | 139  |
| 3.  | Daniel Ricciardo | 79   | 3.  | Ferrari              | 87   |
| 4.  | Fernando Alonso  | 69   | 4.  | Force India-Mercedes | 77   |
| 5.  | Sebastian Vettel | 60   | 5.  | McLaren-Mercedes     | 66   |
| 6.  | Nico Hülkenberg  | 57   | 6.  | Williams-Mercedes    | 58   |
| 7.  | Jenson Button    | 43   | 7.  | Toro Rosso-Renault   | 12   |
| 8.  | Valtteri Bottas  | 40   | 8.  | Lotus-Renault        | 8    |
| 9.  | Kevin Magnussen  | 23   | 9.  | Marussia-Ferrari     | 2    |
| 10. | Sergio Pérez     | 20   | 10. | Sauber-Ferrari       | 0    |

(A teljes táblázat)

## Statisztikák
- Vezető helyen:
  - Nico Rosberg: 62 kör (1-17, 19-43, 48-67)
  - Lewis Hamilton: 3 kör (18, 44-45)
  - Felipe Massa: 2 kör (46-47)
  - Daniel Ricciardo: 3 kör (68-70)
- Daniel Ricciardo 1. győzelme.
- Nico Rosberg 7. pole-pozíciója.
- Felipe Massa 15. leggyorsabb köre.
- A Red Bull 48. győzelme.
- Daniel Ricciardo 3., Nico Rosberg 18., Sebastian Vettel 64. dobogós helyezése.
- Kimi Räikkönen 200. futama.
- Megszakadt Max Chilton sorozata, miszerint a debütáló futamától (a 2013-as ausztrál nagydíjtól) kezdve az összes 25 futamon célba ért.[5]